# 18079 Ліон-Стоппато
18079 Ліон-Стоппато (18079 Lion-Stoppato) — астероїд головного поясу, відкритий 27 березня 2000 року.
Тіссеранів параметр щодо Юпітера — 3,210.